# Лусена (місто)
Лусена (філ.: Lungsod ng Lucena) — високоурбанізоване місто та столиця провінції Кесон на Філіппінах, розташоване в регіоні Калабарсон. За даними перепису 2015 року має населення 266 248 осіб, що робить його найбільш густозаселеним районом в провінції.
Місто Лусена розташоване в провінції Кесон, але адміністративно незалежне від провінції та має своє самоврядування. Розташовується місто між двома річками: річкою Думака на сході та річкою Іям на заході.
Міський порт на узбережжі затоки Таябас обслуговує поромні переправи, які сполучають острів Лусон з Вісайськими островами.
Лусена є центром розташування головних філій банківських установ, підприєств, державних установ та сервісних центрів в регіоні. Також тут розташовані заводи та логістичні центри відомих світових компаній.